# Елохист
Елохист, или просто означаван с латинската буква Е, е един от четирите източника на Тора, заедно с Йеховиста, Второзаконието и Жреческия кодекс. 
Този библейски източник представя абстрактен възглед за Бога, като използва „Хорив“ вместо „Синай“ за планината на която Мойсей получава Божията воля и зеповеди използва израза „страх от Бога“.  Първоначално, аналогично на Йеховиста, и съставянето на Елохистът е отнесено през втората половина на IX век пр.н.е.  Последните реконструкции обаче датират съставянето му по времето на царуването на Йосия. 